# إد فلانغن (لاعب كرة قدم أمريكية)
إد فلانغن (بالإنجليزية: Ed Flanagan)‏ هو لاعب كرة قدم أمريكية أمريكي، ولد في 23 فبراير 1944 في سان بيرناردينو في الولايات المتحدة.

## وصلات خارجية
- إد فلانغن على موقع مرجع كرة القدم المحترفة.كوم (الإنجليزية)